# Deutz D 6206
Der Deutz D 6206 ist ein Traktor, der von Klöckner-Humboldt-Deutz zwischen 1974 und 1981 in Köln hergestellt wurde. Er gehört zur D-06 Reihe und war eine Weiterentwicklung des D 5506.

## Technik und Modellgeschichte
Die Kunden konnten den in rahmenloser Blockbauweise konzipierten D 6206 mit Hinterrad- oder Allradantrieb bestellen. Unabhängig von der Antriebsart beträgt seine Breite 1840 mm und Länge 3680 mm. Die Modelle mit Hinterradantrieb sind etwas leichter und wiegen 2225 kg. Die Allradversion wird mit 2635 kg angegeben.
Der D 6206 wurde ausschließlich mit dem Motor F4L912 ausgeliefert. Dabei handelt es sich um einen luftgekühlten Vierzylinder-Direkteinspritzer mit Axialgebläse, Massenausgleich sowie Trockenluftfilter, der den Traktor auf eine Höchstgeschwindigkeit von bis zu 26,5 km/h beschleunigt. Der Motor hat 3768 cm³ Hubraum und leistet 58 PS. Das verbaute Getriebe vom Typ TW 50.3 besitzt 8 Vorwärts- und 4 Rückwärtsgänge.
Im Jahre 1976 wurde die Motorleistung auf 60 PS gesteigert und ein neues Getriebe angeboten. Das neue Getriebe vom TW 50.4 hat 12 Vorwärts- und 4 Rückwärtsgänge. Weitere Neuerungen waren eine stärkere Hydraulikanlage, eine schwerere Vorderachse und eine Spezialausführung mit einer Komfort-Kabine.
Zur Angleichung an das Farbschema der neu vorgestellte DX-Baureihe wurde der D 6206 ab 1978 mit schwarzblauem Rumpf und silbernen Felgen ausgeliefert.